# Deutzia cinerascens
Deutzia cinerascens är en hortensiaväxtart som beskrevs av Alfred Rehder. Deutzia cinerascens ingår i släktet deutzior, och familjen hortensiaväxter. Inga underarter finns listade i Catalogue of Life.